# Ruellia golfodulcensis
Ruellia golfodulcensis är en akantusväxtart som beskrevs av L.H. Durkee. Ruellia golfodulcensis ingår i släktet Ruellia och familjen akantusväxter. Inga underarter finns listade i Catalogue of Life.